# بخش مرکزی شهرستان اراک
بخش مرکزی شهرستان اراک یکی از دو بخش شهرستان اراک در استان مرکزی ایران است. این بخش مشتمل بر شهرهای اراک، سنجان، داودآباد و کرهرود و نه دهستان به شرح زیر است:

## جمعیت
بنابر سرشماری مرکز آمار ایران، جمعیت بخش مرکزی شهرستان اراک در سال ۱۳۸۵ برابر با ۵۵۵۹۷۵ نفر بوده‌است که از این میان ۲۸۱۹۴۲ نفر مرد و بقیه زن بوده‌اند. این شهرستان ۱۵۱٫۰۰۴ خانوار دارد.